# فرانك أبوت
فرانك أبوت (بالإنجليزية: Frank Abbott)‏ هو سياسي أمريكي، ولد في 9 فبراير 1828. حزبياً، نشط في الحزب الجمهوري. وقد انتخب عضو مجلس ولاية نيويورك.